# Nova Lipovica
Nova Lipovica es una localidad de Croacia en el ejido del municipio de Čaglin, condado de Požega-Eslavonia.

## Geografía
Se encuentra a una altitud de 164 m s. n. m. a 201 km de la capital nacional, Zagreb.

## Demografía
En el censo 2011 el total de población de la localidad fue de 37 habitantes.
| Gráfica de población de Nova Lipovica 1857-2011                     |
|                                                                     |
| Según los censos de población de la oficina estadística de Croacia. |